# 878년

## 연호
- 당(唐) 건부(乾符) 5년
- 일본(日本) 간교(元慶) 2년

## 기년
- 당(唐) 희종(僖宗) 5년
- 신라(新羅) 헌강왕(憲康王) 4년
- 발해(渤海) 대현석(大玄錫) 8년

## 사건
- 알프레드 대왕이 잉글랜드를 통일.